# 迪氏副獅子魚
迪氏副獅子魚，為輻鰭魚綱鮋形目杜父魚亞目獅子魚科的其中一種，分布於東印度洋的南澳大利亞海域，棲息深度1118-1175公尺，體長可達19.2公分，為深海底棲性魚類，屬肉食性，生活習性不明。

## 擴展閱讀
維基物種上的相關：迪氏副獅子魚